# Cathair Mór
Cathair Mór („Cathair der Große“) ist der Name eines mythisch/historischen Hochkönigs von Irland. Im Lebor Gabála Érenn („Das Buch der Landnahmen Irlands“) wird die Regierungszeit Cathairs zur Zeit des römischen Imperators Marcus Aurelius (161–180) angesetzt. In der Chronik Foras feasa ar Éirinn („Wissensgrundlage über Irland“) von Geoffrey Keating steht eine Zeit von 113 bis 116, die Annála Ríoghdhachta Éireann („Annalen der vier Meister“) geben 119 bis 122 an.

## Mythologie
Cathair Mór ist der Sohn von Fedlimid Fir Urglais und übernahm nach dem Tod von Fedlimid Rechtmar die Herrschaft in Irland. Die Legende berichtet, er habe 30 Söhne gehabt, von denen zehn ebenfalls wieder Kinder hatten, die einige mittelalterliche Dynastien von Leinster begründeten.
In der Erzählung Esnada Tige Buchet („Die Weise des Hauses Buchet“, „Das Lied des Hauses Buchet“) ist er der Vater von Eithne Tháebfhota, die er einem Gefolgsmann namens Buchet als Ziehtochter übergibt. Dieser großzügige Ziehvater wird von Cathairs Söhnen schamlos ausgenützt und unter dem Deckmantel der Gastfreundschaft ausgeplündert. Er verarmt und der alt und hilflos gewordene Cathair ist nicht willens oder in der Lage, ihm seinen Schaden zu ersetzen oder seine Söhne zu bändigen. Erst durch Eithnes Hochzeit mit Cormac mac Airt wird durch dessen Großmut die Untat der Söhne Cathairs wieder gutgemacht. In einer Version der Legende nimmt Cathairs Nachfolger als Hochkönig, Conn Cétchathach, die Stelle Cormacs ein.
In der Sage Fotha Catha Cnucha („Die Ursache der Schlacht von Cnucha“) übergibt Cathair Mór den Hügel von Almu (Dun Aillinne Hillfort, County Kildare) an den Druiden Nuada mac Aichi. Dieser Hügel wird später bekannt als Wohnsitz von Nuadas Urenkel Fionn mac Cumhaill.
Die Herrschaft Cathairs dauert drei Jahre, dann wird er von einem Gefolgsmann Conn Cétchathachs ermordet.